# Anke Lautenbach
Pour les articles homonymes, voir Lautenbach (homonymie).
Anke Lautenbach (née le 11 mars 1960 à Halberstadt, morte le 24 avril 2012 à Berlin) est une chanteuse allemande.

## Biographie
Anke Lautenbach s'intéresse enfant au chant et à la musique. Elle fait des études de musicologie de 1979 à 1984 à l'École supérieure de musique et de théâtre Felix Mendelssohn Bartholdy de Leipzig. Elle étudie le chant à partir de 1988 et est distinguée en 1991. Elle interprète Zwischen Himmel und Erde pour représenter l'Allemagne au Concours Eurovision de la chanson 1997.
Depuis 1987, elle chante dans différents groupes puis fondé son premier propre groupe appelé Noble Noise. Son répertoire incluait de la musique classique (Messiah de Haendel) ainsi que des tubes, des chansons pop et des chansons allemandes (Kurt Tucholsky).
Elle apparaît dans les émissions de télévision Heute Abend No. 1 à côté de Dagmar Frederic, Musik für Sie sur MDR, Elblandfestspiele Wittenberge à côté de Jochen Kowalski et Björn Casapietra. Lors de plusieurs soirées de gala de Classic Open Air, elle a été soliste invitée sur le Gendarmenmarkt, à Berlin. Au Friedrichstadt-Palast, elle est engagée pour la revue Kiek ma an.
En 2005, elle crée Scala – Akademie für Gesang und Entertainment, une école pour de jeunes artistes dans les locaux de l'Admiralspalast. Elle est aussi enseignante au Theaterakademie Vorpommern. En plus de sa fonction de conférencière, Anke Lautenbach est également apparue en tant que soliste dans le petit théâtre de l'Académie.
L'artiste est membre fondatrice de l'Atelier culturel européen et de 2007 à 2012 première vice-présidente de cette organisation européenne pour la promotion de l'art, du théâtre et de la musique. Elle succombe à une leucémie à l'hôpital d'Anklam.

## Discographie
Albums
- 1993 : Classic Open Air: Eternal Songs
- 2004 : Gefühle
- 2005 : Erzähl mir mehr von dir
- 2006 : Live im Yorkschlösschen

Singles
- 1997 : Zwischen Himmel und Erde
- 1999 : Mamma Mia, was für eine Nacht
- 2008 : Ich hab keine Angst zu fliegen
- 2008 : Es gibt immer einen Weg
- 2008 : Weihnachten
- 2009 : Im Himmel fehlt heut ein Engel
- 2009 : Spiegelbilder
- 2010 : Heut halt ich einfach mal an